# Ebo iviei
Ebo iviei là một loài nhện trong họ Philodromidae.
Loài này thuộc chi Ebo. Ebo iviei được miêu tả năm 1972 bởi Sauer & Norman I. Platnick.